# 赛门苷I
赛门苷Ⅰ（英语：Siamenoside I）是葫芦烷衍生物的糖苷,化学式：C54H92O24，与新罗汉果苷一同从罗汉果中提取得到 。两者混合物的甜度约为蔗糖的300倍，在中国被用作天然甜味剂。

## 外部連結
- 维基共享资源上的相關多媒體資源：赛门苷I